# Dariusz Kurzelewski
Dariusz Kurzelewski (ur. 4 sierpnia 1969 w Radomsku) – polski aktor teatralny i filmowy.

## Kariera
W latach 1994–2002 aktor Teatru Polskiego w Warszawie. Były mąż Izabeli Kuny.

## Role filmowe i serialowe
- 1995: Pułkownik Kwiatkowski
- 1995: Ekstradycja jako człowiek Cyrka
- 1996: Ucieczka jako Mozes
- 1996: Ekstradycja 2 jako agent UOP
- 1997: Opowieści weekendowe jako kierownik planu
- 1998: 13 posterunek jako kapral Wiaderny
- 1999: Tydzień z życia mężczyzny